# Mechi
Mechi is een van de 14 zones van Nepal. De hoofdstad is Ilam.

## Districten
Mechi is onderverdeeld in vier districten (Nepalees: jillā):
- Ilam
- Jhapa
- Panchthar
- Taplejung

Bagmati · Bheri · Dhawalagiri · Gandaki · Janakpur · Karnali · Kosi · Lumbini · Mahakali · Mechi · Narayani · Rapti · Sagarmatha · Seti